# La Chambre des Époux

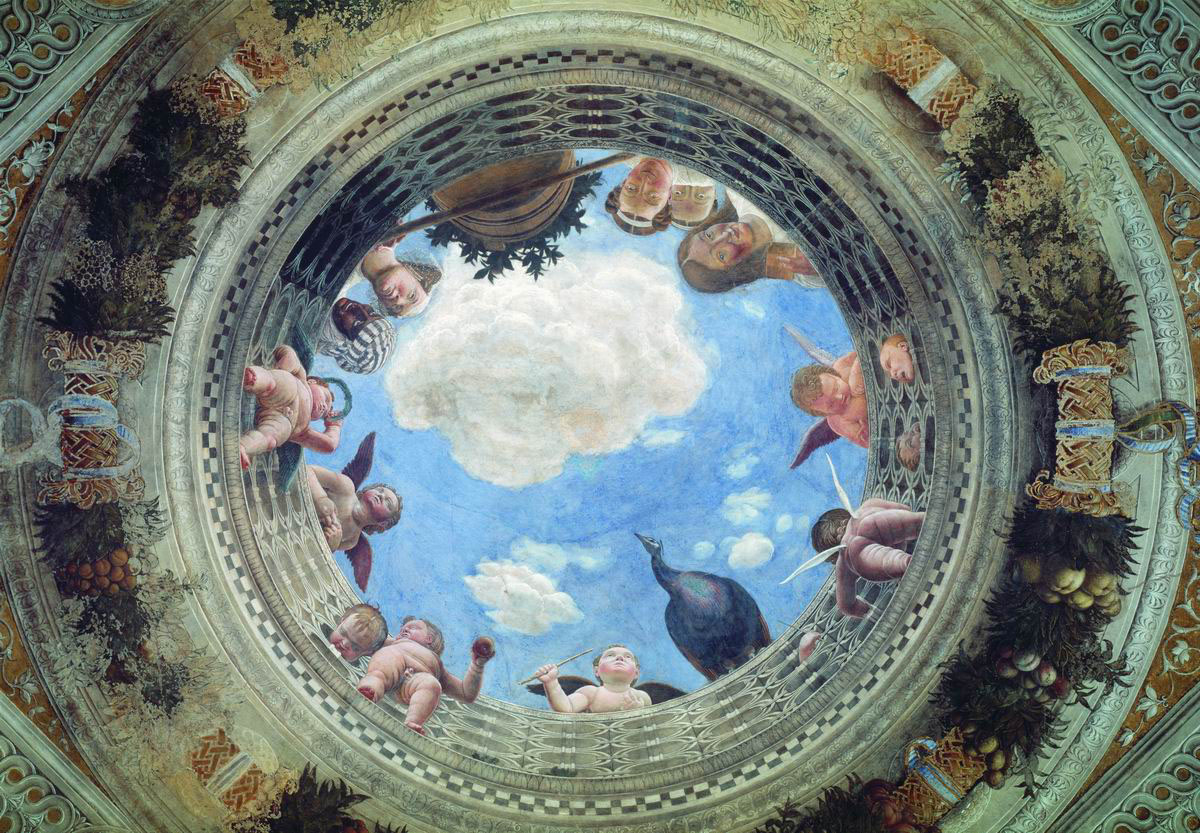
Voûte et faux oculus.

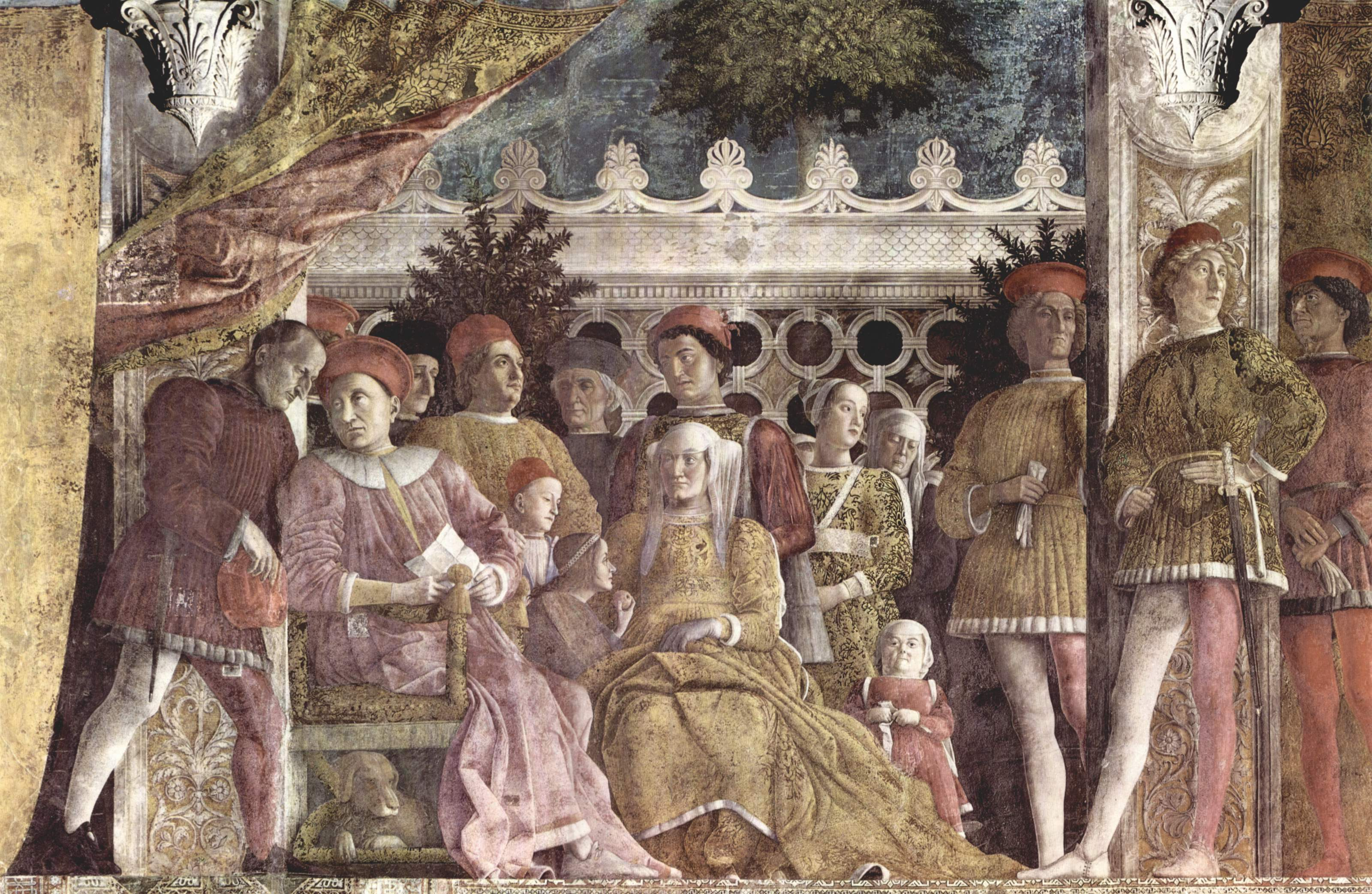
Mur della corte.

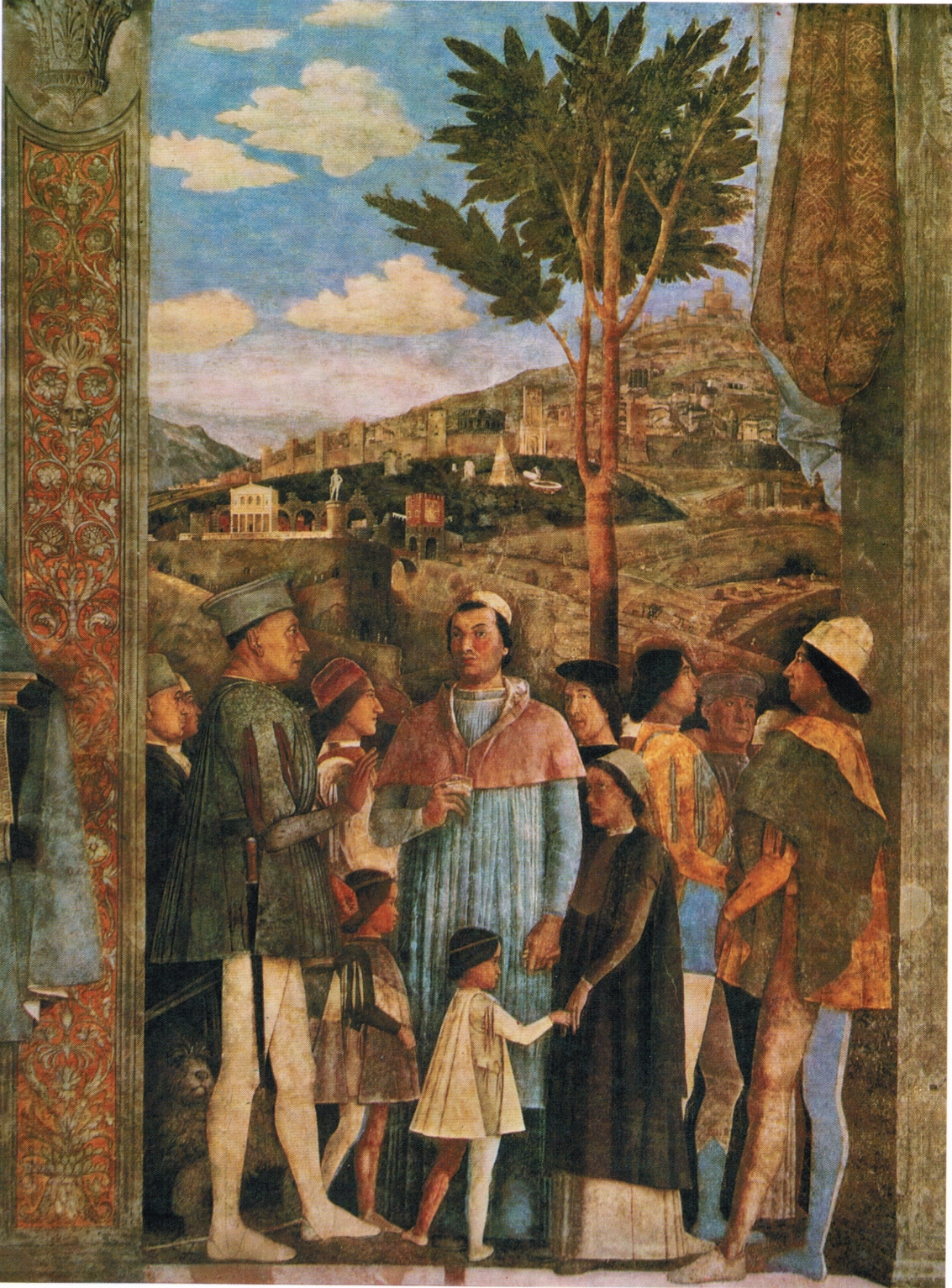
Mur dell'incontro.

La Chambre des Époux (en italien Camera degli Sposi, initialement Camera magna picta)  est une pièce voûtée du donjon nord-est du Castello San Giorgio, dans le Palazzo Ducale de Mantoue (Italie) qui s'ouvre sur le lac di Mezzo par deux fenêtres au nord et à l'est. Cette pièce est située au piano nobile (réservé aux réceptions) pour les invités de marque qui abrite aussi les archives secrètes du couple ducal. Les murs dans leur entier sont peints à fresque, œuvre du peintre de la Renaissance Andrea Mantegna pour exprimer à ses invités de marque la puissance du couple dirigeant, de la Maison de Gonzague. L'ouvrage, exécuté entre 1465 et 1474, est exceptionnel parmi les œuvres de son temps.
Fermée après le tremblement de terre du 29 mai 2012, les  secousses ayant  ébranlé le Castello San Giorgio, tout particulièrement les couloirs permettant d'y accéder, la salle de la Chambre des Époux est rouverte au public depuis l'été 2017.

## Histoire
En 1459, le marquis de Mantoue, Louis III Gonzague, fait venir Andrea Mantegna à sa cour afin qu’il succède à Pisanello. Souhaitant vraisemblablement abandonner le style gothique international italien pour ceux de la Renaissance et de l’humanisme, il lui commande donc diverses œuvres dont la célèbre Camera Picta, nom donné à l'origine à ces fresques.
Louis III avait dans l’idée de réaliser une décoration intégrale d’une Chambre de son château San Giorgo (1390-1406) au niveau de l’étage noble de la tour nord est. Il s'agit d'une série de fresques illusionnistes, réalisées sur toute la surface de la pièce. Les membres de la maison de Gonzague y sont placés dans un milieu idéalisé, devant une Rome imaginaire que Mantegna peint encore sous l’influence des œuvres de Leon Battista Alberti, qui l'incita à approfondir ses études sur les rapports entre l'architecture et la décoration peinte.
Cette pièce est un lieu privé mais peut servir de salle d'audience pour les hôtes importants. Elle sert de passage entre les appartements privés et publics et est meublée, à l'époque, d'un lit d'apparat utilisé par le marquis quand il y tient ses audiences. Son architecture très simple est modifiée par l'architecte Luca Fancelli afin de recevoir le décor conçu et réalisé par Mantegna.
Mantegna accomplit ce travail colossal en neuf ans, vraisemblablement de 1465 à 1474. Ces deux dates, qui font généralement l’unanimité auprès des chercheurs en histoire de l’art, sont également confirmées par plusieurs lettres envoyées par le marquis afin de recevoir de l’or et de l’azurite, éléments que l’on applique en tout dernier. Seule une parenthèse d'une année, que Mantegna passa à Florence en 1466, est connue. Les travaux furent assez longs ce qui, bien sûr, n’était pas du goût du commanditaire. Toutefois, la date du16 juin 1465, peinte sur l'embrasement d'une fenêtre, correspond vraisemblablement au début des travaux.
Mantegna peint d'abord le plafond et la scène de la rencontre a fresco, puis les personnages de la cour a secco selon une méthode particulièrement méticuleuse et très lente. Il est souvent interrompu par les autres commandes du prince. Louis III Gonzague l'envoie ainsi à Florence et à Pise en juillet 1466 où il peut admirer le monument funéraire de Giovanni Rucellai réalisé par Alberti à San Pancrazio, dont il s'inspire pour les chapiteaux et le décor Renaissance de la chambre.
Après le décès du marquis, la Chambre devient un dépôt d’objets précieux. Abandonnée de 1630 à 1875, elle subit énormément de dégâts, notamment dus aux intempéries. D’importantes restaurations eurent donc lieu, la première peu de temps après la mort d’Andrea Mantegna et par son propre fils sous les ordres de Frédéric Gonzague qui succédait lui aussi à son père. Néanmoins il s’agissait alors moins de contrer les intempéries que de remettre à la mode des visages un peu dépassés, notamment dans l’oculus. Par la suite, d’autres restaurations s’appliquèrent à cacher les infiltrations d’eau, notamment en 1843 par Luigi Sabatelli et Giuseppe Knolles ou encore en 1987, dernière restauration en date.
L’appellation « Chambre des Époux » n’est pas du tout contemporaine à la réalisation. Elle daterait du XVIIe siècle, au vu des nombreux mariages qui y furent célébrés. Le premier à avoir utilisé ce terme est Ridolfi en 1648. En effet, cette Chambre n’était pas celle des époux Gonzague comme le laisserait penser l’appellation, mais bien celle du marquis. Celui-ci s’y reposait (on sait de source sûre qu’il y avait un lit dans la pièce), mais il s’en servait aussi et surtout pour gérer les affaires que sa charge lui imposait. Il y recevait donc de nombreuses personnes, signait des papiers, écrivait des lettres, etc. Cette pièce mêlait donc le public (les affaires de l’État) au privé (puisqu’il s’agissait d’une Chambre) sans pour autant aller vers l’intime (ce n’était pas la Chambre matrimoniale).

## Description

### La pièce
La salle mesure 25 m2 et sa voûte s’élève à 6,93 mètres de haut. La pièce est presque cubique, 8,05 × 8,07 m, mais assez basse de plafond. Son aspect est complètement modifié par le travail de Mantegna: tous les murs et le plafond sont décorés de la main du peintre (et de ses quelques aides), afin d’aboutir à une réelle « prouesse illusionniste ». Pour ce faire, Mantegna modifie l'espace existant, fait abattre des cloisons et recouvre les murs de tentures en trompe-l'œil s'ouvrant sur les deux côtés.

### Les murs
L'idée principale de la décoration est de donner l'impression d'être sur une terrasse, au sommet d'une tour, ouverte des quatre côtés, entourée d'une balustrade et de piliers portant des arcades. À la base des murs, une plinthe en faux marbre blanc court tout le long de la pièce. Elle supporte un soubassement assez haut orné de motifs géométriques circulaires imitant le porphyre et la serpentine. Une série de pilastres et demi-pilastres blancs s'élèvent au dessus, se détachant sur un revêtement imitant des rideaux de brocart d'or brodés d'un motif rouge et vert qui donnent à la pièce l'aspect d'une chambre d'apparat. Ces rideaux sont complètement fermés sur les côtés est et sud et ne permettent donc pas d'observer le paysage, hormis dans la partie haute et arrondie de l'arcade. En revanche, sur les côtés nord et ouest, ils sont ouverts par des personnages ce qui permet d'observer deux scènes censées se dérouler à l'extérieur:
- Mur nord della corte : « la cour » du prince Ludovico Gonzague entouré de sa famille et de la princesse Barbara de Brandebourg représentés assis, sur une terrasse. Le marquis est vêtu d'une robe de chambre et porte le chapeau, symbole du condottiere, un chien couché sous son fauteuil. Il reçoit son secrétaire, à droite, venu lui apporter une lettre, et écoute un conseiller qui lui chuchote à l'oreille. Il est entouré de ses courtisans, vêtus de la livrée des Gonzague, ainsi que de la naine de la cour en habit rouge et des deux filles du couples princier, Paola qui tient une pomme et Barberina en jeune fille blonde. La silhouette sombre d'un homme aux cheveux blancs vêtu de noir, Vittorino da Feltre, le célèbre humaniste de la cour de Mantoue qui a fait l'éducation du marquis et qui est déjà mort quand Mantegna peint la fresque, apparait entre deux de ses fils[1].

- Mur ouest dell'incontro : deux scènes y sont figurées, à droite « la rencontre » sur la route de Milan du marquis, entouré de ses courtisans en costumes fastueux, et de deux de ses fils, Federico, son successeur, et le cardinal Francesco revenu de Rome où il a reçu la pourpre cardinalice, ainsi que quelques-uns de ses petits-fils, revenant de Milan; à gauche, peut-être les préparatifs du marquis appelé par ses devoirs politiques et militaires, avec ses chevaux et ses chiens; au centre, dans le fond, des anges portant un panneau, un bâtiment étrange, une Rome idéalisée, dans un paysage admirable[1], qui domine la campagne avec ses monuments entourés d'une puissante muraille. Mantegna peint une campagne grouillante, pleine de vie. Il fait ici allusion à la Rome impériale qui est le modèle culturel dont rêve le duc pour sa petite ville[3]. Dans la scène de la rencontre, le jour s'est levé et le marquis a revêtu ses habits de condottiere pour se rendre le 1er janvier 1462 à Bozzolo à la rencontre de ses fils Francesco et Federico qui reviennent de Milan où ils sont allés remercier le duc Francesco Sforza pour son soutien à l'élection au cardinalat de Francesco. Entre Ludovico et le cardinal s'insèrent les portraits de l'empereur Frédéric III et du roi Christian Ier de Danemark, beau-frère de Barbara. Francesco tient par la main Ludovico, le plus jeune fils du marquis, et Ludovico tient la main de Gianfrancesco, son neveu, fils de son frère ainé Federico. Tous deux sont promis à devenir deux puissants dignitaires ecclésiastiques. Le fils ainé du marquis, Federico, se tient à droite, habilement drapé dans un manteau qui dissimule sa bosse. La ville à l'arrière-plan est Rome avec le mausolée d'Hadrien, une façon de célébrer le pouvoir des Gonzague et leurs liens avec la papauté[1].

Les murs comportent en tympan des médaillons feints en stuc représentant les douze empereurs de Rome, entourés de guirlandes  soutenues par des  putti en ronde-bosse.

### Le plafond
Chaque mur est divisé en trois travées verticales terminées par les arcs qui soutiennent la voûte, véritable chef-d'œuvre illusionniste. Mantegna y utilise la grisaille afin d'imiter des reliefs en marbre à l'antique. Mantegna commence les travaux par le plafond qu'il orne d'une riche décoration à l'antique en stuc sur fond d'or. La voûte provoque une autre illusion : son centre est ouvert par un oculus, prise d'air et de lumière en trompe-l'œil inspiré de celle du Panthéon de Rome. Une balustrade figurée en perspective raccourcie encadre l'espace dominé par le ciel. Depuis celle-ci, plusieurs personnages de la cour, des anges, un paon, regardent vers le bas de la pièce, donnant l'illusion au visiteur d'être au fond d'un puits assez profond. On y voit notamment dix angelots nus et ailés vus de face ou de dos, trois femmes, une servante noire qui se tourne vers une dame, auxquels il faut ajouter un vase avec une plante verte et une orange posée sur le rebord de la balustrade. Un putto, couronné de lauriers, joue avec les armoiries du prince, un autre tient une pomme à la place du globe impérial et un bâton en guise de sceptre. La glorification du prince passe ici par un message enjoué, quelque peu ironique, destiné aux familiers de la cour, et par la virtuosité d'une peinture, tout à fait novatrice. Daniel Arasse voit la source de cette étonnante composition dans le Panégyrique de Trajan de Pline. Autour de l'oculus, sur le fond d'or, des putti portent des médaillons en stuc avec les bustes des huit premiers empereurs romains qui sont inspirés de pièces de monnaie antique. Des scènes de la vie d’Hercule et des mythes d’Arion, d’Orphée et de Périandre, sont figurés dans les voûtains se trouvant aux intersections d'un quadrillage. Ces héros mythologiques et historiques célèbrent ici le marquis de Mantoue,..
Le sol, en terre cuite vernie, reprend le même quadrillage et la forme de l'oculus que le plafond.

### Technique picturale
Toutes ces illusions de textures (rideaux, reliefs en marbre), de personnages (rencontre, la cour), de sensations (terrasse ouverte, puits, toit) correspondent exclusivement à un travail de peinture, dans une pièce entièrement fermée. Seuls les encadrements des portes en pierre grise sur les murs ouest et sud et la cheminée sur le mur nord sont des éléments qui se détachent. Tous les autres décors architecturaux ont été peints en trompe-l'œil par Mantegna.
Malgré l’unité des couleurs harmonieuses utilisées par l’artiste, celui-ci opta  pour différentes techniques de peinture. Le plafond, les parois des rideaux et la scène de La Rencontre ont été peints a fresco, donc sur un enduit humide alors que les détails, les guirlandes de fruits et d’autres éléments de l’oculus l’ont été a secco, donc sur de l’enduit sec.
Le peintre ne manqua pas de représenter son visage sur l'un des pilastres, dissimulé par des feuillages, signant ainsi son œuvre.

## Analyse
Ces fresques se présentent comme de véritables portraits dynastiques à la gloire des Gonzague. Elles englobent trois générations et met en avant la diversité de leurs talents de condottieres et d'ecclésiastiques, tout en soulignant leurs talents diplomatiques. Daniel Arasse a démontré l'influence politique de ces peintures. Il y voit l'un des premiers grands cycles où le pouvoir du prince s'autoreprésente.
Le personnage concret du duc est transposé en personnage historique et presque légendaire. La peinture officielle est politique sans être œuvre de propagande. Ce cycle se caractérise par l'intensité de la personnalisation qui s'y fait jour : le duc est montré en actes, magnifié simplement par les prestiges d'une peinture maîtresse de ses techniques d'illusion er de rhétorique.
Dans la scène de « la cour », le peintre illustre la cour d'un prince humaniste en réemployant la convention picturale traditionnelle en Italie du bon gouvernement et de ses effets. Les personnages sont reconnaissables, mais ils incarnent aussi les principes du bon gouvernement. La vue de sotto in su leur confère une monumentalité qui va bien au-delà de la simple anecdote.
La scène de l'Incontro n'occupe en elle-même que l'un des trois panneaux à l'extrême droite du mur, pour mieux laisser la place à l'illustration des fondements du pouvoir familial : à gauche, le cortège du duc, le cheval et l'évocation de la chasse sur des terres gardées par des forteresses encore en construction, affirment la base militaire et territoriale de la puissance incarnée par le duc ; derrière le fils, une cité imaginaire, la cité humaniste avec ses monuments romains, dimension religieuse et cultivée de l'« esprit Gonzague » ; entre les deux, l'inscription commémorative où le peintre du Prince participe à sa gloire. Le mur dans son ensemble impose aux esprits l'idée de la dignité princière. Par sa capacité à transposer efficacement le mythe politique en cours d'élaboration à Mantoue, Mantegna apparait comme l'un des fondateurs de la peinture idéologique laïque et comme l'inventeur du « paysage composé » moderne où la nature est transparente à l'histoire humaine.

## La Rencontre, une scène historique?
Tout d’abord, en décrivant les personnages et essentiellement la lignée des Gonzague, on voit tout de suite un anachronisme assez important : en effet, Sigismond et François, les deux fils de Frédéric, fils aîné de Louis III (donc ses petits-fils) sont ici représentés alors qu’ils n’étaient pas nés en 1462. On peut donc supposer deux choses différentes : soit Mantegna a voulu représenter la famille dans son état idéal et a choisi de peindre tous les fils et petits fils de Louis III qui présentaient un intérêt dans ce but, soit l’artiste s’est contenté d’actualiser son œuvre à la fin de son travail.
Ce mur étant le dernier réalisé, il a probablement dû modifier régulièrement ses projets. Il en est sûrement de même pour La Cour Assemblée où la famille et les plus proches sont représentés. Andrea Mantegna fut confronté à des obstacles important, notamment le renouvellement de la cour des Gonzague. Certains favoris des débuts ne l'étaient plus à la fin de l’élaboration de la Chambre, c’est donc un travail d’actualisation permanente que l’artiste a dû faire ici. On peut donc voir cette partie droite comme une mise à jour mêlant volontairement la chronique et l’anachronisme.
L’anachronisme étant établi, il faudrait savoir quelle est cette rencontre et si elle s’est ou non produite. Il s’agirait vraisemblablement de celle du 1er janvier 1462 à Bozzolo entre le marquis et ses deux fils, Frédéric et François. François, tout juste nommé cardinal et revenant de Milan (où il aurait remercié les Sforza pour leur appui dans sa nomination) aurait croisé à Bozzolo son père. Celui-ci, à la suite d'une demande de Bianca Maria Visconti, devait se rendre à Milan pour y aider le mari de cette dernière. Il pourrait également s’agir d’une autre rencontre qui aurait eu lieu en août 1472, lorsque François, cardinal depuis quelque temps, quitta Bologne pour aller à Mantoue afin d’être nommé cardinal titulaire de Saint André.
Signorini opte pour la première hypothèse en se référant à la présence des rois mages sur la gauche du mur. Il s’agirait du cortège pour Bethléem qui eut lieu un premier janvier, tout comme la rencontre de 1462. Cette date renverrait également aux premiers projets hypothétiques de la Chambre, débutée trois ans plus tard. Mais de leur côté, les partisans de l'hypothèse 1472 argumentent en expliquant que les mages présents ne font que conforter l’idée que l’on est en hiver sur cette représentation, comme le laissait déjà supposer les orangers. De plus, on sait qu’en 1470, La Cour Assemblée était déjà terminée mais que La Rencontre ne le fut qu’en 1474, on peut donc admettre cette date comme étant en plus celle du commencement de l’œuvre par l’artiste.
Une autre hypothèse serait qu’il s’agit d’une rencontre fortuite entre le cardinal, d’où qu’il vienne, et son père qui, au vu des chiens, du cheval et de ses éperons, allait chasser en forêt. Enfin, dernière hypothèse que nous développerons bien plus ensuite, cette scène fait écho à La Cour Assemblée et pourrait montrer Louis III allant chercher son fils pour l’amener à sa Cour où sa nouvelle charge serait célébrée.
Généralement, les historiens de l’art ayant étudié cette scène sont assez réticents à la qualifier de réellement historique. Tout d’abord en raison des anachronismes, qui renvoient plus à un portrait de dynastie idéale qu’à la réelle situation des Gonzague à cette date là, mais également car un certain nombre de chercheurs sont partisans d’un lien étroit entre les deux scènes, bien au-delà de la simple présence d’une lettre sur les deux murs.

## La célébration de l’ascension de Louis III et ses fils
Il est évident au vu de La Rencontre que la charge ecclésiastique du fils du marquis est un fait central dans sa vie. En effet, que l’on s’accorde ou non à dire que La Cour Assemblée l’attend pour fêter sa réussite ou qu’il revient de Milan où il a remercié les Sforza, peu importe, le fils est de toute façon représenté en habit de cardinal. Il s'agit donc d'un élément central de l’œuvre, et de la plus haute importance pour la famille Gonzague.
On voit bien que ces fresques célèbrent la gloire de la famille Gonzague sous deux aspects : religieux avec François mais aussi politique avec Louis III et sa cour. Dans la rencontre, le portrait de Frédéric III de Habsbourg est tout autant un hommage qu’il lui rend qu’un moyen de rappeler au spectateur que Frédéric III se fait garant de la légitimité du pouvoir des Gonzague sur Mantoue. C’est d’ailleurs son prédécesseur qui fit marquis Jean-François, père de Louis III.
Christian Ier de Danemark se fait également le garant de son pouvoir au-delà même des frontières de Mantoue. Cela nous amène à un point essentiel dans l’étude de l’œuvre : il s’agit bien de célébrer la gloire des Gonzague mais seulement Louis III et ses fils. Ce n’est pas la gloire de la dynastie qui est décrite ici mais l’importance politique qu’ont les Gonzague en particulier du vivant de Louis III. Ainsi son propre père, pourtant politiquement parlant important, n’est pas représenté. Cela nous fait d’ailleurs remarquer un point non négligeable : les Sforza de Milan, bien qu’ils soient un des vecteurs de la nomination de François à sa charge et qu’ils soient peut être le thème des deux scènes (si l’on s’en tient à la théorie selon laquelle le marquis aurait reçu une lettre d’eux et aurait croisé son fils en conséquence) sont absents des deux murs.
Selon Nick Bratzner, qui s’interrogea sur cet aspect étonnant, cette absence prouve l’irréalité de la scène de la Rencontre. Selon lui cet oubli est bel et bien la preuve que cette scène ne représente pas un fait réel, sans quoi ils seraient présents. Cette théorie reste assez discutable. Il n’en reste pas moins que leur unique évocation à travers un morceau de papier est très étonnante compte tenu de l’importance de leur pouvoir pour les Gonzague. Au-delà de l’évocation de la puissance politique de Louis III, Andrea Mantegna livre ici une réelle ovation à la gloire de Louis III et ce essentiellement par le plafond. En effet Louis III y est un prince parmi les princes, se plaçant dans la lignée des empereurs romains. Les figures mythologiques renvoient les qualités essentielles dont il se sentait probablement pourvu : le courage, l’habileté, l’intelligence. Quant à l’oculus, il s’agit là d’une habile transposition de son pouvoir : un putto, couronné de laurier, joue avec les armoiries des Gonzague, un autre tient une pomme, symbole du globe impérial, enfin un troisième joue avec un bâton, assimilable à un sceptre. Autrement dit, les symboles renvoient au bon gouvernement du royaume.
Enfin les Gonzague restent quand même reconnaissants envers ceux qui les ont aidé à en arriver là. Nous avons déjà mentionné Frédéric III et Christian Ier mais il reste une personne qui n’est pas physiquement présente mais tout de même évoquée : le Pape. Le marquis rend donc hommage au pontife en représentant Rome en arrière-plan, même si les théoriciens sont partagés entre la Rome du pape ou une Rome souhaitée au nouveau cardinal (puisque le blason des Gonzague est présent). Le rocher représenté en arrière-plan de la Rencontre est par contre un réel hommage puisqu’il s’agit du rocher que le Pape Pie II Piccolomini fit ériger après la rébellion des Tiburtini contre son pouvoir. De même, la roche à gauche est une allusion de la guerre de Pie II contre les rebelles des Savelli. La lune représentée plusieurs fois est elle aussi un hommage, elle est en effet l’emblème des Piccolomini. Notons tout de même l’absence d’édifices chrétiens ce qui est très étonnant tant vis-à-vis du Pape que vis-à-vis du cardinal.
Il semble pour finir intéressant de conclure sur la vision de Daniel Arasse concernant la Chambre. Celui-ci voit ainsi les deux murs comme la représentation de la politique et de ses effets sur le royaume. Il s’agirait donc du principe du bon gouvernement, représenté avec La Cour Assemblée où le marquis est entouré de toute sa famille et de ses suivants, et de l’application du principe à travers La Rencontre, autrement dit une scène calme, représentant des hommes influents et un royaume prospère à l'arrière-plan. Il s’agirait donc pour l’auteur du symbole du parcours en toute sécurité d’un territoire protégé politiquement et religieusement. Il suppose donc qu’Andrea Mantegna aurait pu s’inspirer du Bon Gouvernement et des Effets du bon gouvernement d’Ambrogio Lorenzetti, œuvre de 1330. Mais il fait également la même analogie avec Le triomphe de Saint Thomas et Le triomphe de l’Église Militante. Sa vision cause/conséquence apporte une nouvelle vision de la Chambre après une longue période de stagnation des historiens de l’art concernés.